# Elisabeth Kübler-Ross
Elisabeth Kübler-Ross (Zúric, 8 de juliol del 1926 – 24 d'agost del 2004) fou una psicòloga suïssa-americana, escriptora, i pionera en els estudis d'experiències properes a la mort (Near-death studies). En el seu primer llibre, On Death & Dying (Sobre la mort i el morir) (1969), parlava per primera vegada de les cinc etapes del dol, una teoria que posteriorment seria anomenada Model de Kübler-Ross.
Ingressà al National Women's Hall of Fame nord-americà l'any 2007. Rebé vint graus honoraris i el juliol de l'any 1982 havia donat cursos sobre la mort a aproximadament 125.000 alumnes, a universitats, seminaris, escoles de medicina, hospitals i institucions d'assistència social. L'any 1970 començà a fer conferències sobre la immortalitat humana a la Universitat Harvard.

## Naixement i educació
Kübler-Ross va néixer el 8 de juliol de l'any 1924 a Zúric, Suïssa, membre d'un embaràs múltiple, quinze minuts abans que la seva germana, Erika. La seva família eren protestants cristians. El seu pare no volia que estudiés medicina, però ella insistí a fer-ho i, al capdavall, el seu pare es va enorgullir de la seva carrera.
Durant la Segona Guerra Mundial fou voluntària per a participar en la tasca de socors de refugiats a Zúric, més tard va visitar el camp de concentració Majdanek. L'any 1957 es graduà a la facultat de medicina a la Universitat de Zúric. L'any 1958 emigrà a Nova York per a continuar els seus estudis.

## Carrera acadèmica
Quan començà la seva residència psiquiàtrica, quedà horroritzada dels tractaments que rebien els pacients dels EEUU que anaven a morir. Va començar a oferir una sèrie de conferències als pacients amb malalties terminals.
L'any 1967 acceptà una plaça a l'Escola de Medicina de la Universitat de Colorado. Kübler-Ross va acabar la seva formació en psiquiatria l'any 1963 i es traslladà a la ciutat de Chicago l'any 1965. Fou professora a l'Escola de medicina de la Universitat de Chicago. on desenvolupà una sèrie de seminaris a través d'entrevistes a pacients terminals, cosa que va atreure elogis i crítiques. Diverses vegades, Elisabeth Kübler-Ross criticà les pràctiques tradicionals de la psiquiatria que podia observar. Va fer 39 mesos de formació clàssica de la psicoanàlisi a Chicago.
El seu extens treball amb moribunds portà al llibre On Death & Dying l'any 1969. Hi proposava l'ara famosa teoria de les cinc etapes del dol com un patró d'ajust: negació, ira, negociació, depressió i acceptació. Generalment, les persones que afronten una mort imminent experimenten la majoria d'aquestes etapes, les mateixes que poden enfrontar les persones que han d'afrontar una pèrdua sobtada, ja sigui una feina, un divorci o la pèrdua d'un ésser estimat.

## Títols honorífics
- Doctor of Science, H.C., Albany Medical College, New York 1974
- Doctor of Laws, University of Notre Dame, IN.,1974
- Doctor of Science, Smith College 1975
- Doctor of Science, Molloy College, Rockville Centre, NY, 1976
- Doctor of Humanities, Saint Mary's College, Notre Dame, IN. 1975
- Doctor of Laws, Hamline University, MN. 1975
- Doctor of Humane Letters, Amherst College, MA. 1975
- Doctor of Humane Letters, Loyola University, IL 1975
- Doctor of Humanities, Hood College, MD 1976
- Doctor of Letters, Rosary College, IL. 1976
- Doctor of Pedagogy, Keuka College, NY 1976
- Doctor of Humane Science, University of Miami, FL 1976
- Doctor of Humane Letters, Bard College, NY 1977
- Doctor of Science, Weston MA., 1977
- Honorary Degree, Anna Maria College, MA., 1978
- Doctor of Humane Letters, Union College, New York 1978
- Doctor of Humane Letters, D'Youville College, New York 1979
- Doctor of Science, Fairleigh Dickinson University, 1979
- Doctor of Divinity, 1996

## Obres
- On Death & Dying, (Simon & Schuster/Touchstone), 1969
- Questions & Answers on Death & Dying, (Simon & Schuster/Touchstone), 1972
- Death: The Final Stage of Growth, (Simon & Schuster/Touchstone), 1974
- Questions and Answers on Death and Dying: A Memoir of Living and Dying, Macmillan, 1976. ISBN 0-02-567120-0.
- To Live Until We Say Goodbye, (Simon & Schuster/Touchstone), 1978
- The Dougy Letter -A Letter to a Dying Child, (Celestial Arts/Ten Speed Press), 1979
- Quest, Biography of EKR (Written with Derek Gill), (Harper & Row), 1980
- Working It Through, (Simon & Schuster/Touchstone), 1981
- Living with Death & Dying, (Simon & Schuster/Touchstone), 1981
- Remember the Secret, (Celestial Arts/Ten Speed Press), 1981
- On Children & Death, (Simon & Schuster), 1985
- AIDS: The Ultimate Challenge, (Simon & Schuster), 1988
- On Life After Death, (Celestial Arts), 1991
- Death Is of Vital Importance, (Out of Print- Now The Tunnel and the Light), 1995
- Unfolding the Wings of Love (Germany only - Silberschnur), 1996
- Making the Most of the Inbetween, (Various Foreign), 1996
- AIDS & Love, The Conference in Barcelona, (Spain), 1996
- Longing to Go Back Home, (Germany only - Silberschnur), 1997
- Working It Through: An Elisabeth Kübler-Ross Workshop on Life, Death, and Transition, Simon & Schuster, 1997. ISBN 0-684-83942-3.
- The Wheel of Life: A Memoir of Living and Dying, (Simon & Schuster/Scribner), 1997
- Why Are We Here, (Germany only - Silberschnur), 1999
- The Tunnel and the Light, (Avalon), 1999
- Life Lessons: Two Experts on Death and Dying Teach Us About the Mysteries of Life and Living, with David Kessler, Scribner, 2001. ISBN 0-684-87074-6.
- On Grief and Grieving: Finding the Meaning of Grief Through the Five Stages of Loss, with David Kessler. Scribner, 2005. ISBN 0-7432-6628-5.
- Real Taste of Life: A photographic Journal

## Obres traduïdes
- Sobre el dol i el dolor (2010, ISBN 9788499301648)[8]
- La mort, una aurora (2011, ISBN 9788466419192)[9]